# Kossuth-nóta
A Kossuth-nóta, amelyet a Rákóczi-kor zenéjének egyik toborzó nótájából is eredeztetnek, az 1848–49-es forradalom és szabadságharc legnépszerűbb toborzó dala volt. Több száz szövegváltozata és több dallama ismert.
Utolsó sora mára nemzeti szimbólummá vált. Hosszú ideig a magyar Kossuth Rádió szünetjele volt. A magyar történelem során 1848 óta sokszor elénekelték és eléneklik ma is különböző eseményeken. Különleges a Kossuth-nóta abból a szempontból, hogy dallamának és szövegének eredete eltérő. Kortársak és szakemberek sora Egressy Béni, Jókai Mór, Bányai Elemér, Bartha István, Csefkó Gyula, Lőrincze Lajos, Ortutay Gyula és sokan mások, máig nem tudták megnyugtatóan lezárni a nóta körül keletkezett kérdéseket.
Feldolgozás:
| Szerző          | Mire                       | Mű                                  |
| --------------- | -------------------------- | ----------------------------------- |
| Szabolcsi Bence | ének, zongora              | Pianoforte IV. 32. dal              |
| Máriássy István | zongora vagy ének és gitár | Elindultam szép hazámból, 59. kotta |

## Története
A nóta keletkezéséhez számos legenda fűződik, pontos dátumát azonban nem ismerjük. A legvalószínűbb 1848 szeptembere, amikor Kossuth Lajos alföldi toborzókörútján járt. Egyes vélemények szerint a dallam Balkányi Szabó Lajos nótaszerző szerzeménye, mások szerint Egressy Bénié, és Balkányi Szabó Lajos csak a szövegíró, Hulényi Ferencé, ismét mások a Rákóczi-szabadságharc idejéből eredeztetik, sőt olyan vélemény is van, hogy egy Napóleon-korabeli toborzódal átköltése.
A Kossuth-nótát több más forradalmi dallal (pl. a Rákóczi- és a Klapka-indulóval) együtt a szabadságharc leverése után betiltották, titokban, vagy semmitmondó szövegekre azonban továbbra is énekelték.
1867-től kezdve a baloldali pártok kortesei a 48-as eszmékkel nyerték meg a tömegeket, s kortesnótáik rendszerint a Kossuth-nóta dallamára hangzottak el.

## Szövege, kottája és dallama
| Kossuth Lajos azt üzente, Elfogyott a regimëntje. Ha még ëgyszër azt üzeni, Mindnyájunknak el këll mënni. Éljën a magyar szabadság! Éljën a haza! | Kossuth Lajos íródëák, Nem këll neki gyërtyavilág, Mëgírja ő a levelet A ragyogó csillag mellett. Éljën a magyar szabadság! Éljën a haza! | Esik eső karikára, Kossuth Lajos kalapjára. Valahány csëpp esik rája, Annyi áldás szálljon rája. Éljën a magyar szabadság! Éljën a haza! |

| 

### Kotta, dallam
Weblapok:
- Kossuth Lajos azt üzente (rubiconline)
- Kossuth Lajos azt izente (Daloskönyv)
- Kossuth Lajos azt üzente (www.magyarnota.com)
- Vass Lajos: Három Kossuth-nóta (csemadok.sk)
- Kossuth Lajos azt üzente (Szegedi piaristák)

Népdalgyűjtemények:
- Béres József: Szép magyar ének. Negyedik kiadás. (hely nélkül): Akovita Könyvkiadó Kft. 2016.   I kötet., 354. o. ISBN 978 963 88686 9 5
- Együtt menetelünk: 1848, 1919 és 1945 dalaiból. Összeállította Aczél Zsuzsa. Budapest: Zeneműkiadó.
- Sárosi Bálint: Nótáskönyv. Második, változatlan kiadás. Budapest: Nap Kiadó. 2012.  ISBN 978 963 9658 17 2 200. kotta
- Népies dalok. Szerkesztette: Kerényi György. Budapest: Akadémiai Kiadó. 1961.   47. o.
- A mi dalaink. Összeállította: Ugrin Gábor. Budapest: Tankönyvkiadó.  163. o.

Tankönyvek:
- Iskolai énekgyüjtemény II: 11–14 éves tanulóknak. Szerkesztette: Kodály Zoltán. Budapest: Országos Közoktatási Tanács. 1944.   210. o. 565. kotta

Feldolgozások:
- Pianoforte IV. Összeállította Király Katalin. Szeged: Mozaik Kiadó. 2012.  ISMN 979 0 9005277 4 5, 32. darab
- Muszty Bea – Dobay András: Csalamádé: Nagy Daloskönyv. 1. kötet (hely nélkül): Muszty-Dobay Bt. 2003.   104. o. gitárkísérettel
- Zengő csudaerdő: Kóruskönyv a huszadik századi magyar művekből. Vegyeskarok. Válogatás. Válogatták a KÓTA Művészeti Tanácsának tagjai. (hely nélkül): Atheneum Kiadó. 2000.   91. o.
- Máriássy István: Elindultam szép hazámból: A legszebb magyar népdalok zongora- vagy gitárkísérettel. (hely nélkül): Rózsavölgyi és Társa. 2004.  59. kotta

## Felvételek
- Kalmár Pál (YouTube)
- Kossuth Lajos azt üzente (YouTube)
- Kossuth Lajos azt üzente (YouTube)
- Balogh Kálmán és Méta 0'0''–1'16'' (YouTube)
- Péderi Vegyeskar 3'25''–6'24'' (YouTube)
- Kossuth Lajos azt üzente (YouTube)